# Anna Mungunda
Anna "Kakurukaze" Mungunda (1932-10 de diciembre de 1959) era una mujer namibia de ascendencia del  pueblo herero. Fue la única mujer entre las víctimas del levantamiento de la Antigua ubicación, área segregada para los residentes negros de Windhoek el 10 de diciembre de 1959. Desde la independencia de Namibia el 21 de marzo de 1990, Mungunda es considerada una de las heroínas de la nación namibiana.
Mungunda nació en 1932 de un trabajador migratorio, Theopoldt Shivute, y Emilia Kavezeri, sobrina de Hosea Kutako. Tenía tres hermanos que murieron en su infancia.
Las fuentes no están de acuerdo en lo que le pasó exactamente a Mungunda, que estaba empleada como trabajadora doméstica, el día del levantamiento de Old Location. Se informa que el fatal tiroteo de su único hijo, Kaaronda Mungunda, la enfureció tanto que corrió hacia el coche de un administrador de alto rango, derramó gasolina sobre él, y lo incendió. El coche pertenecía al alcalde Jaap Snyman o al Superintendente de Policía de Old Location de Wet. Ambos coches fueron incendiados durante la manifestación. Ella fue asesinada a tiros durante o inmediatamente después de esta acción.
Anna Mungunda es uno de los nueve «héroes nacionales de Namibia» que se identificaron en la inauguración del  Acre de los Héroes del país, cerca de Windhoek. El presidente fundador, Sam Nujoma, señaló en su discurso de investidura del 26 de agosto de 2002 que:

En ese fatídico día [del levantamiento de Old Location], doce manifestantes pacíficos murieron y más de cincuenta resultaron heridos. Ante esta brutalidad, una joven valiente e intrépida llamada Kakurukaze Mungunda demostró su valentía y heroísmo al prenderle fuego al coche de De Wet, que era el superintendente del Old Location de Windhoek. Fue disparada en el acto y asesinada a sangre fría por la policía represiva del apartheid sudafricano. A su espíritu revolucionario y a su memoria visionaria ofrecemos humildemente nuestro honor y respeto.

Mungunda es honrada en forma de una lápida de granito con su nombre grabado y su retrato pegado en la losa. La ciudad de Berlín anunció que la calle "Petersallee", en el Afrikanisches Viertel, sería rebautizada como Anna-Mungunda-Allee.